# بازارپردازی دیداری
بازارپردازی دیداری یا بصری (به انگلیسی :Visual merchandising) عملی است در بنگاه‌های خرده فروشی به منظور بهینه‌سازی ارائه محصولات و خدمات برای برجسته سازی بهتر ویژگی‌ها و مزایای آنها انجام می‌گردد. هدف از این کار جذب، تعامل و ایجاد انگیزه در مشتری برای خرید است.

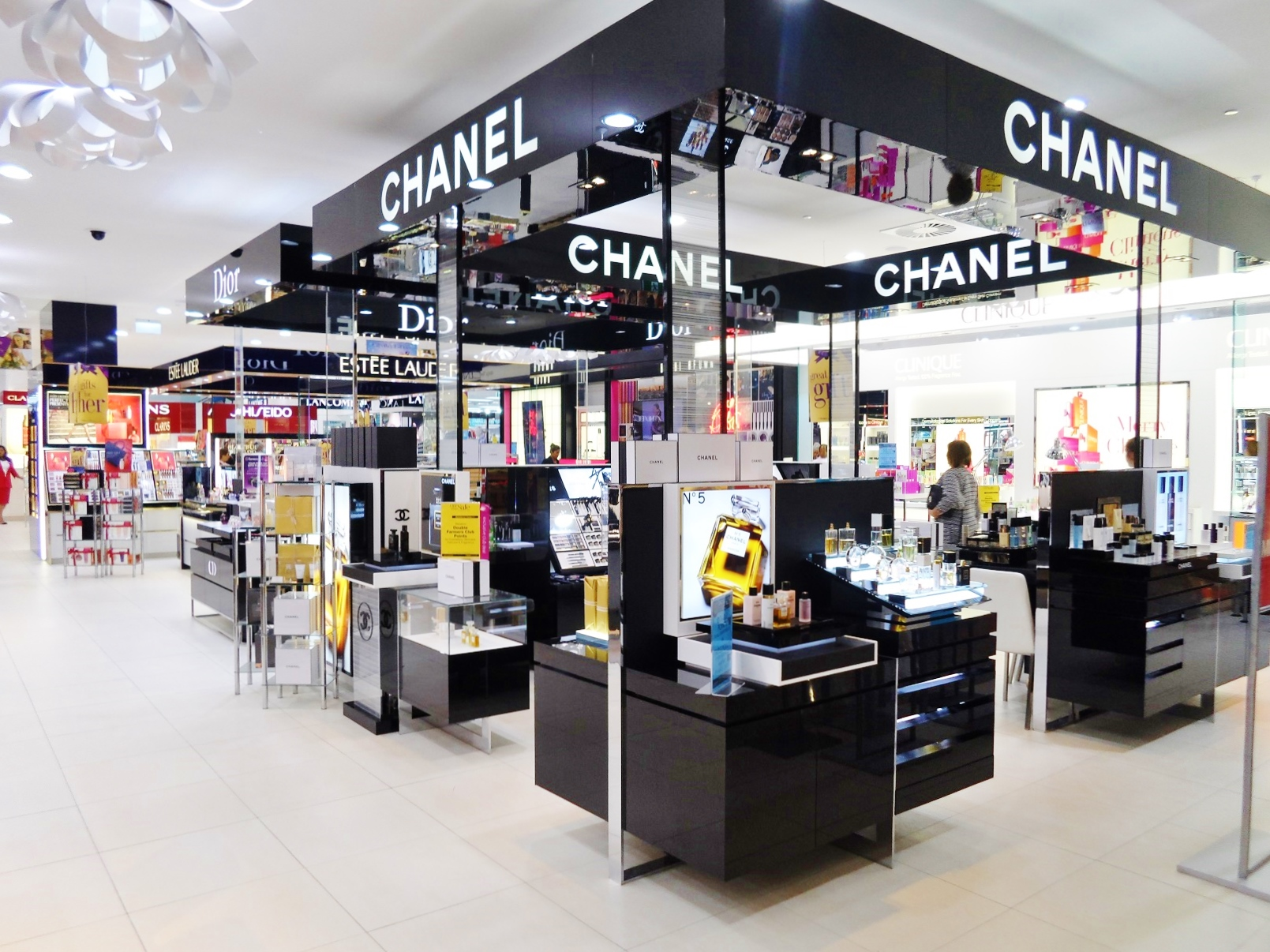
نمایش مؤثر محصولات به ایجاد تصویری لوکس کمک می‌کند

بازار پردازی دیداری به‌طور سنتی در فروشگاه‌های خرده فروشی با استفاده از ترکیبی از نور، ترکیب رنگ‌ها، و وسایل تزئینی برای تحریک بیننده و ایجاد علاقه در وی انجام می‌شود.
هنگامی که بنگاه‌های تجاری غول پیکر قرن ۱۹ مانند Marshall Field & Co بازرگانی خود را از عمده فروشی به خرده فروشی تغییر دادند، نمایش بصری کالاها برای جذب مصرف‌کنندگان ضروری شد. اغلب از ویترین فروشگاه‌ها برای نمایش جذاب اجناس فروشگاه استفاده می‌شد. با گذشت زمان، زیبایی طراحی مورد استفاده در ویترین‌ها به داخل فروشگاه منتقل شد و به بخشی از طراحی کلی فروشگاه‌ها تبدیل شد، و در نهایت استفاده از ویترین در بسیاری از مراکز تجاری کاهش یافت.
در آغاز قرن بیست و یکم، بازارپردازی دیداری در حال تبدیل شدن به یک علم بود. در حال حاضر، بازارپردازی بصری به ابزار اصلی ارتقای تجارت تبدیل شده‌است که به‌طور گسترده برای جذب مشتری و افزایش فروش استفاده می‌شود.

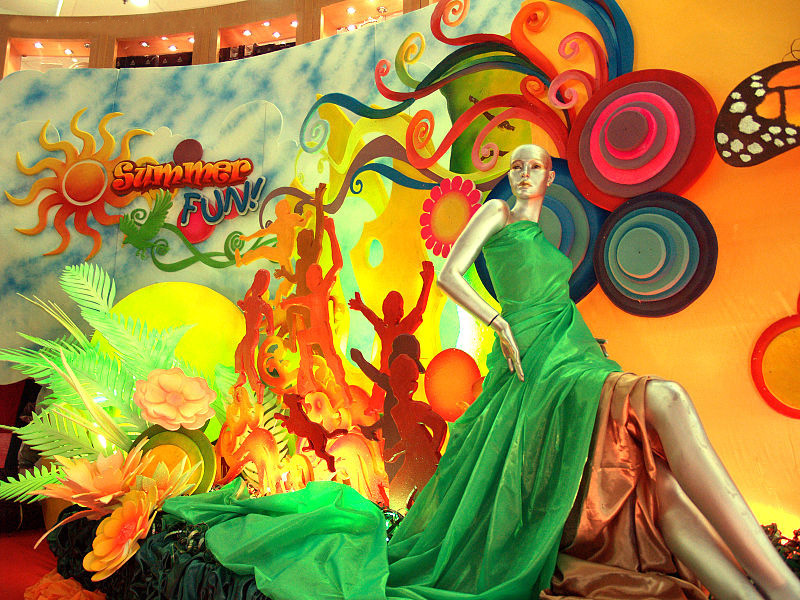
دکور یک فروشگاه

## ارتباط با راهبرد برند خرده فروشی
بازارپردازی دیداری به شخصیت یک برند و ویژگی‌های مرتبط با نام تجاری کمک می‌کند. طراحی فروشگاه باید این را به عنوان بخشی از راهبرد برند خرده فروشی آنها منعکس کند. این شامل محیط فروشگاه و ارتباطات تجاری مورد استفاده، مانند علائم و تصاویر نمایش داده شده در فروشگاه است.

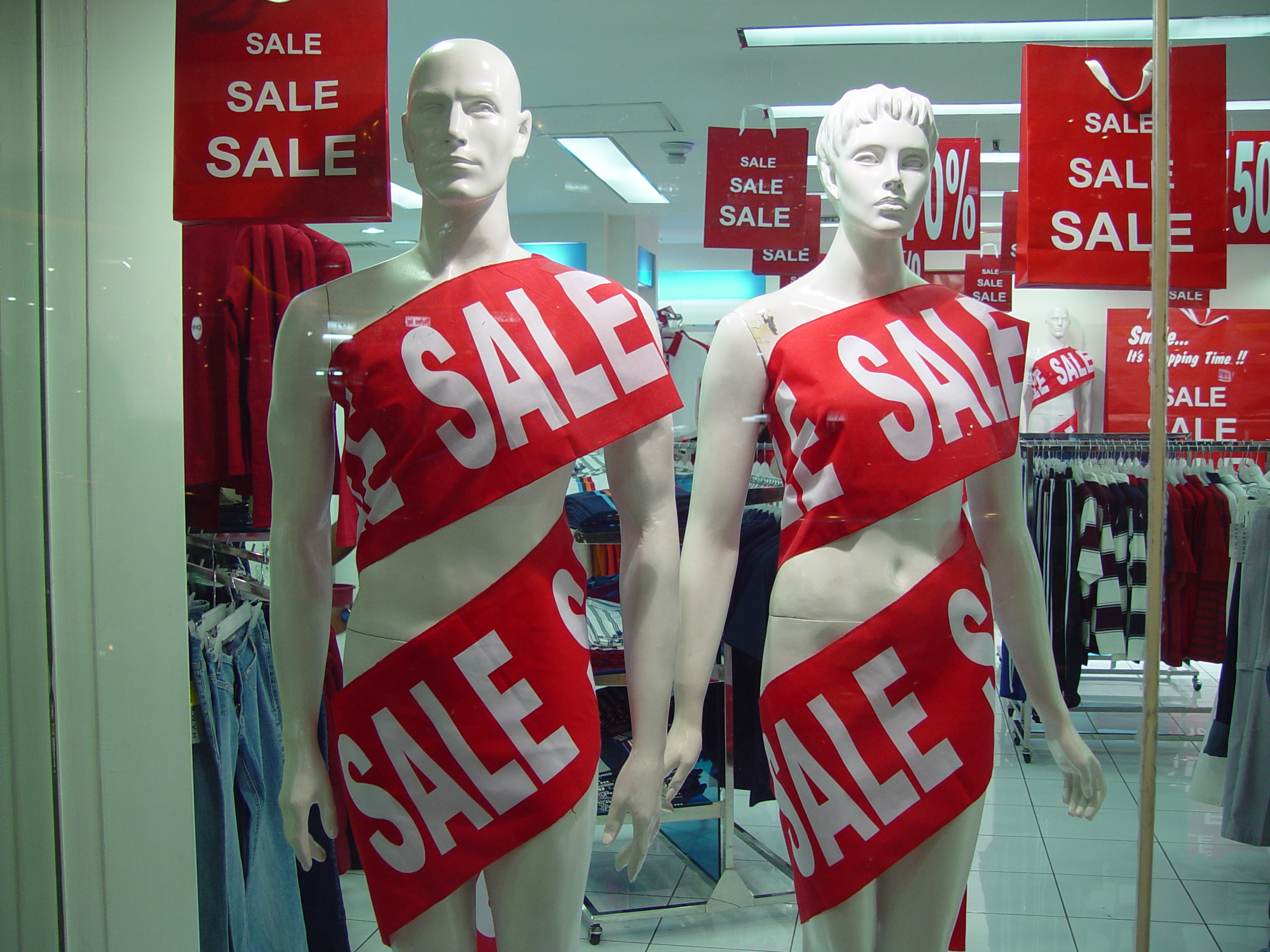
نمونه ای از بازارپردازی دیداری

این عناصر دیداری در ساختن یک برند خرده‌فروشی نقش دارند و بنابراین به آن کمک می‌کنند تا خود را از رقبای خود متمایز کند، وفاداری به نام تجاری ایجاد کند، و به یک برند اجازه می‌دهد تا قیمت‌های برتر را روی محصولات خود قرار دهد.
بخشی از راهبرد برند مورد استفاده در بازارپردازی دیداری، تحقیق در مورد بازار هدف برند است تا ارزش‌ها و تصورات مشتریان از آن شناسایی شوند. این اطلاعات می‌تواند به خرده فروش اجازه دهد تا طراحی یک فروشگاه و تبلیغات خود را مطابق با سلیقه مصرف‌کنندگان خود ارائه دهد.

## اصول
بازارپردازی دیداری، خرده فروشی را با ایجاد محیطی جذاب و فریبنده برای مشتری تقویت می‌کند و رشد و سود بنگاه تجاری را به حداکثر می‌رساند.

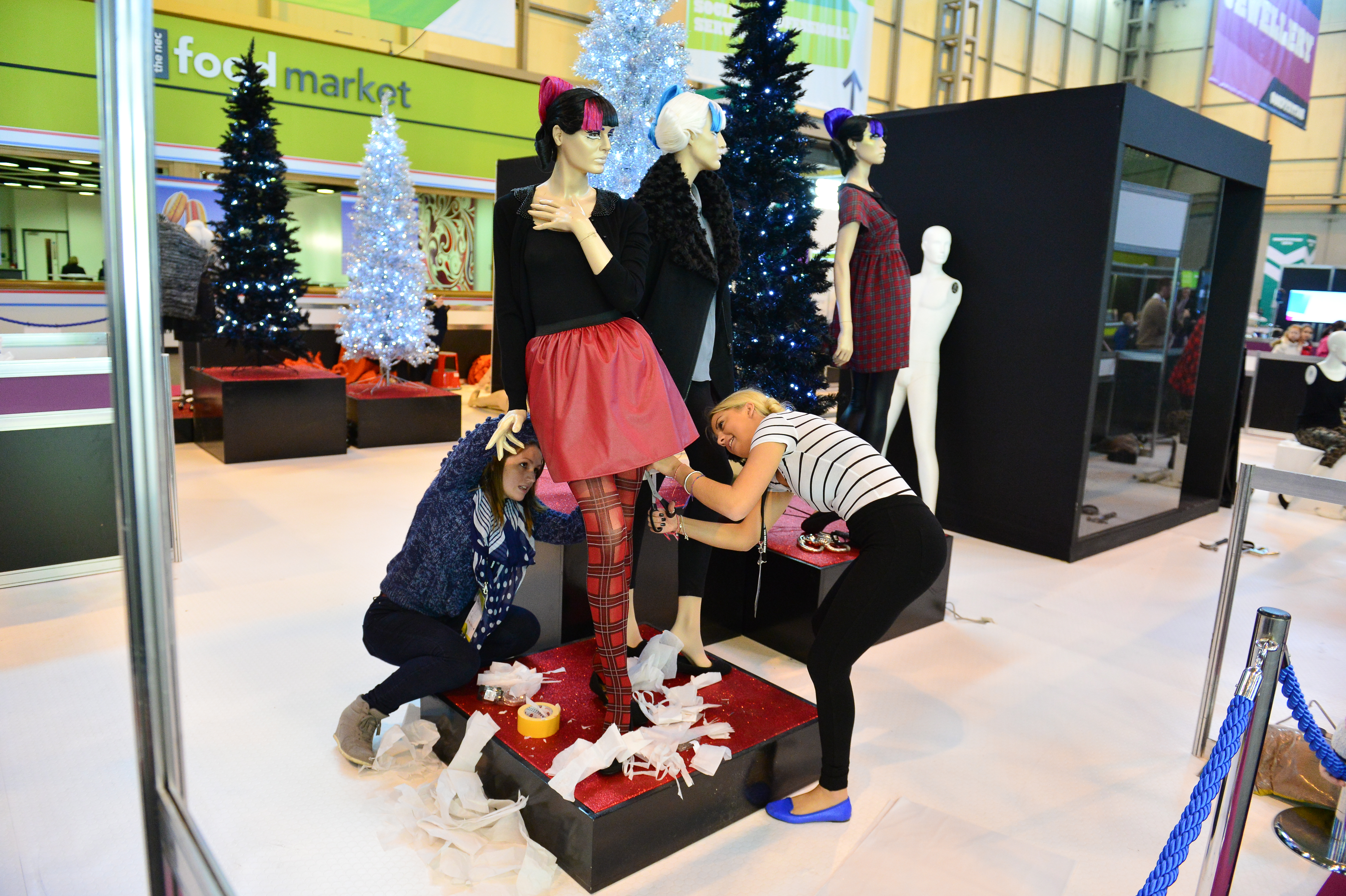
دکوراتورها در حال کار.

برای خرده فروشان بازارپردازی دیداری یک عامل مهم و راهی مؤثر برای ارزش افزودن به برند و به دست آوردن مزیت رقابتی در بازار است. بازارپردازی دیداری از طریق عناصری که حواس مشتری را تحریک می‌کند، مانند نور، موسیقی، عطرها، و صفحه تلویزیون با آنها ارتباط برقرار می‌کند.
محیطی که مصرف‌کننده در آن است می‌تواند بر تصمیمات خرید وی تأثیر بگذارد. تحقیقات نشان می‌دهد که فروشگاه‌هایی که ارتباط خوبی با مشتریان خود برقرار نمی‌کنند، مثل فروشگاه‌هایی که چیدمان نامناسبی دارند، ممکن است باعث آشفتگی‌های روانی در مشتری شوند و از خرید مجدد منصرف شوند، زیرا لذت کلی از خرید کاهش یافته‌است.
تحقیقات نشان می‌دهد که مصرف‌کنندگان تمایل بیشتری به پرداخت قیمت بالاتر برای یک محصول خواهند داشت، اگر محصول در محیطی مطلوب تر خریداری شود و این امر باعث می‌شود که مشتریان از قیمت‌های بالاتر نیز استقبال کنند.
مشتریان می‌توانند بر اساس طراحی محیط فروشگاه خرده‌فروشی و حتی عواملی مانند مهارت‌های بین فردی کارکنان و نحوه برخورد آن‌ها، سوگیری مهمی از کیفیت کالا پیدا کنند.
بسیاری از عناصر از جمله رنگ، نور، فضا، اطلاعات محصول، ورودی‌های حسی (مانند بو، لمس و صدا) و همچنین فناوری‌هایی مانند نمایشگرهای دیجیتال و ابزارهای تعاملی می‌توانند توسط بازارپرداز برای ایجاد نمایش استفاده شوند.
بازارپردازی دیداری به در طراحی فروشگاه، ابزاری استراتژیک برای جذب و نگه‌داشت مشتریان محسوب می‌شود. در این رویکرد، انتخاب نورپردازی مناسب، چیدمان هوشمندانه قفسه‌ها و نمایش نمونه‌های واقعی محصولات، نقش کلیدی در ارائه تجربه مثبت خرید ایفا می‌کند. به عنوان مثال، نورپردازی دقیق می‌تواند زیبایی و جزئیات محصولات را برجسته کرده و در کنار آن، قفسه‌های منظم و خلوت مشتریان را ترغیب به گذر انداختن طولانی‌تر در فروشگاه کند تا هر کالا را به دقت بررسی کنند.
همچنین، استفاده از المان‌های بصری متناسب با بازار هدف، مانند ارائه نمونه های جذاب در دید مشتری یا چیدمان مناسب آیتم‌های مرتبط، نه تنها حس رضایت از تجربه خرید را افزایش می‌دهد، بلکه به بهبود تصویر برند و ایجاد حس وفاداری در مشتریان منجر می‌شود.